# دایملر دی. آی
دایملر دی. آی (به انگلیسی: Daimler D.I) یک هواپیمای ساختِ کارخانهٔ دایملر-موتورن-گیزلشافت است. این هواپیما برای نخستین بار در ۱۹۱۸ میلادی مورد استفاده قرار گرفت.